# Hari Singh
Hari Singh (30. září 1895, Džammú–26. dubna 1961, Bombaj) byl poslední vládnoucí mahárádža indického knížecího státu Džammú a Kašmír.
Byl synovcem předchozího mahárádžy Ranbira Singha. Ve 13 letech byl poslán na Mayo College v Adžméru ve státě Rádžasthán. O rok později, roku 1909, zemřel jeho otec, načež se britská strana začala zajímat o jeho vzdělávání a ustanovila mu osobního poručníka. Vlády se Singh chopil v roce 1925. Byl hinduistou, za jeho vlády došlo k tzv. první kašmírské válce, během které byl nucen s dalšími uprchlíky odejít ze svého sídelního města Šrínagar do jižněji položených kašmírských oblastí.